# FHL3
FHL3‏ (Four and a half LIM domains 3) هوَ بروتين يُشَفر بواسطة جين FHL3 في الإنسان.